# Chwastówkowate
Chwastówkowate (Cisticolidae) – rodzina ptaków z rzędu wróblowych (Passeriformes), do której w zależności od ujęcia systematycznego zalicza się około 150–160 gatunków, występujących głównie w cieplejszych, południowych regionach Starego Świata oraz w Australazji. Dawniej były włączane do rodziny pokrzewkowatych (Sylviidae).

## Występowanie
Rodzina prawdopodobnie pochodzi z Afryki, gdzie występuje większość gatunków, ale jej przedstawiciele rozprzestrzenili się przez tropikalną Azję do Australazji, a jeden gatunek, chwastówka zwyczajna, gniazduje w Europie. Zasiedlają różne typy siedlisk – od lasów tropikalnych po suche zarośla, sawanny czy bagna.

## Charakterystyka
Są to głównie bardzo małe ptaki o płowobrązowym i szarym upierzeniu. Często są trudno dostrzegalne, a wiele gatunków jest do siebie podobnych wyglądem, głos jest więc często najlepszym elementem identyfikacyjnym.
Chwastówkowate zjadają głównie owady i inne bezkręgowce, sporadycznie bardzo małe kręgowce; wiele gatunków czasami zjada też owoce i nasiona. Budują gniazda nisko wśród roślinności.

## Systematyka
Wszystkie rodzaje były wcześniej klasyfikowane w rodzinie pokrzewkowatych (Sylviidae). Neomixis, którego pozycja taksonomiczna do niedawna była niejasna (incertae sedis), obecnie uważany jest za klad bazalny w rodzinie chwastówkowatych. Kilka gatunków wyodrębniono z istniejących rodzajów do nowych, zwykle monotypowych. Do rodziny należą następujące podrodziny:
- Neomixinae Olsson, Irestedt, Sangster, Ericson & Alström, 2013 – malgasiki
- Eremomelinae Sharpe, 1883 – popielatki
- Cisticolinae Sundevall, 1872 – chwastówki
- Priniinae Roberts, 1922 – prinie